# The Lion's Claws
The Lion's Claws er en amerikansk stumfilm fra 1918 af Jacques Jaccard og Harry Harvey.

## Medvirkende
- Marie Walcamp - Beth Johnson
- Ray Hanford - Buck Masterson
- Neal Hart - Harris
- Frank Lanning - Musa
- Thomas G. Lingham - Johnson